# Echiniscus dikenli
Echiniscus dikenli är en djurart som tillhör fylumet trögkrypare, och som beskrevs av Walter Maucci 1973. Echiniscus dikenli ingår i släktet Echiniscus och familjen Echiniscidae. Inga underarter finns listade i Catalogue of Life.